# Phoriospongia papillosa
Phoriospongia papillosa är en svampdjursart som först beskrevs av Jean-Baptiste Lamarck 1815.  Phoriospongia papillosa ingår i släktet Phoriospongia och familjen Chondropsidae. Inga underarter finns listade i Catalogue of Life.